# اوون نولان
اوون نولان (انگلیسی: Owen Nolan؛ زادهٔ ۱۲ فوریهٔ ۱۹۷۲) بازیکن هاکی روی یخ اهل کانادا است.
از باشگاه‌هایی که در آن بازی کرده‌است می‌توان به فینیکس کایوتیس اشاره کرد.